# Trigonometrikus területképlet
A trigonometrikus területképlet egy tetszőleges háromszög területét két oldal hossza és a közrezárt szög szinusza segítségével fejezi ki. 
{\displaystyle T={\frac {a\ m_{a}}{2}}={\frac {a\ b\ \sin \ \gamma }{2}}}

## A tétel bizonyítása
1. hegyesszögű háromszög esetén ({\displaystyle \gamma } hegyesszög): {\displaystyle {\frac {a\ m_{a}}{2}}={\frac {a\ b\ \sin \ \gamma }{2}}}
2. tompaszögű háromszög esetén, {\displaystyle \gamma } hegyesszög: {\displaystyle {\frac {b\ m_{b}}{2}}={\frac {a\ b\ \sin \ \gamma }{2}}}
3. tompaszögű háromszög esetén, {\displaystyle \gamma } tompaszög: {\displaystyle m_{a}=b\ \sin(180^{\circ }-\gamma )} {\displaystyle \longrightarrow } {\displaystyle {\frac {a\ m_{a}}{2}}={\frac {a\ b\ \sin(180^{\circ }-\gamma )}{2}}}

de {\displaystyle \gamma } tompaszögű, tehát {\displaystyle \sin(180^{\circ }-\gamma )=\sin \ \gamma }

## Ekvivalens alak
Mivel sin α = sin (π - α) = sin (β + γ), azért a trigonometrikus területképlet így is írható:
{\displaystyle T={\frac {1}{2}}ab\sin(\alpha +\beta )={\frac {1}{2}}bc\sin(\beta +\gamma )={\frac {1}{2}}ca\sin(\gamma +\alpha ).}

## Speciális esetek

### Derékszögű háromszög

A derékszögű háromszög egyik befogóhoz tartozó magassága megegyezik a másik befogóval

Ha a és b egy derékszögű háromszög befogói, akkor a trigonometrikus területképlet a derékszögű háromszög területképletébe megy át: {\displaystyle T={\tfrac {a\cdot b}{2}}},
mivelhogy a derékszög szinusza 1.

### Egyenlő szárú háromszög
Az a szárú, b alapú egyenlő szárú háromszög alaphoz tartozó magassága illeszkedik az alap felezőmerőlegesére, így a Pitagorasz-tétellel {\displaystyle m_{b}={\sqrt {a^{2}-{\tfrac {b^{2}}{4}}}}}, így {\displaystyle T={\tfrac {b}{4}}{\sqrt {4a^{2}-b^{2}}}}.

### Egyenlő oldalú háromszög
60 fok szinusza {\displaystyle {\tfrac {\sqrt {3}}{2}}}, ezt behelyettesítve az a oldalú egyenlő oldalú háromszög területe {\displaystyle T={\tfrac {a^{2}{\sqrt {3}}}{4}}}